# Alchemilla occidentalis
Alchemilla occidentalis é uma espécie de rosácea do gênero Alchemilla, pertencente à família Rosaceae.